# Clastres
Clastres település Franciaországban, Aisne megyében. Lakosainak száma 590 fő (2022. január 1.). Clastres Artemps, Essigny-le-Grand, Jussy, Montescourt-Lizerolles, Saint-Simon és Seraucourt-le-Grand községekkel határos.

## Népesség
A település népességének változása:
| Lakosok száma | 529  | 534  | 559  | 514  | 632  | 646  | 635  | 601  | 597  | 590  |
|               | 1968 | 1982 | 1990 | 2006 | 2013 | 2015 | 2017 | 2019 | 2020 | 2022 |